# Dilar japonicus

Dilar japonicus är en insektsart som beskrevs av Robert McLachlan 1883.
Dilar japonicus ingår i släktet Dilar och familjen Dilaridae. Inga underarter finns listade i Catalogue of Life.